# Bertrand Lacombe
Bertrand Didier Marie Joseph Lacombe más conocido como Bertrand Lacombe (n. Montpellier, Languedoc-Rosellón, Francia, 5 de noviembre de 1966) es un obispo católico, economista y profesor francés. Ordenado sacerdote en el 2001. Actualmente al ser nombrado por el papa Francisco en 2016, es Obispo titular de Saint-Papoul y Obispo auxiliar de Burdeos.

## Biografía
Es licenciado en Economía por la Universidad de Montpellier. Seguidamente realizó su servicio militar y en 1995 al descubrir su vocación religiosa, decidió ingresar en el Seminario de Aviñón. Ya el 24 de junio de 2001 fue ordenado sacerdote para la Arquidiócesis de Montpellier, por el cardenal y entonces arzobispo metropolitano "monseñor" Jean-Pierre Ricard.
Tras su ordenación, inició su ministerio pastoral en la Parroquia "Sainte Famille Et Sainte Thérèse" y en la capilla de los estudiantes en Béziers.
Seguidamente en 2007, pasó a estar al cargo del Seminario "Saint-Cyprien" de Toulouse y en 2011 fue elegido vicario general de Montpellier. Durante esta época también ha sido el Capellán nacional de los "Scouts et Guides de France".
Actualmente el 14 de abril de 2016, Su Santidad el Papa Francisco le ha nombrado como nuevo Obispo titular de la Sede de Saint-Papoul y como nuevo Obispo auxiliar de la Arquidiócesis de Burdeos.

## Enlaces
- Portal:Francia. Contenido relacionado con Francia.
- Wikimedia Commons alberga una categoría multimedia sobre Bertrand Lacombe.

- Datos: Q23816886
- Multimedia: Bertrand Lacombe / Q23816886